# Tele2

Tele2 en Europe
Pays où Tele2 est présent en 2014
Pays où Tele2 a été présent dans le passé

Tele2 AB est un opérateur de télécommunications alternatif suédois en Europe avec 4,4 millions de clients répartis dans 4 pays.

## Historique

Ancien logo

Tele2 a été créé en 1993 par Jan Stenbeck et est contrôlée aujourd'hui par le fonds d'investissement suédois kinnevik. Tele2 est cotée à la bourse de Stockholm depuis 1996 puis auprès de la Bourse Nordique ; elle a été cotée au Nasdaq entre 1997 et 2005.
Tele2 se lance dans la téléphonie mobile le 17 juin 2005, lorsque Tele2 devient un opérateur mobile virtuel (MVNO) hébergé par Orange.
Tele2 est présent en Suède, Estonie, Lettonie et en Lituanie. Tele2 était fortement présent en Europe, mais depuis 2005, le groupe a cédé ses filiales les unes après les autres :
- Tele2 Irlande et Royaume-Uni, revendus à The Carphone Warehouse en 2005.
- Tele2 Belgique, revendu à KPN en 2006[7].
- Tele2 Luxembourg et Liechtenstein, revendus à Belgacom en 2008[8],[9].
- Tele2 Italie et Espagne, revendus à Vodafone en 2008[10].
- Les activités de Tele2 Finlande, République tchèque, Hongrie, Danemark, Pologne, Suisse et Portugal ont également été cédées ou abandonnées.

En France, les activités téléphonie fixe et Internet de Tele2 France ont été reprises par le numéro 2 français de la téléphonie mobile SFR. L'activité mobile France de Tele2 a été vendue en décembre 2009 à Virgin Mobile.
En octobre 2013, Telenor acquiert les activités fibres optiques et câbles de Tele2 en Suède, qui concerne 400 000 foyers pour 775 millions de couronnes, soit 112 millions de dollars.
En juillet 2014, Tele2 annonce la vente à TeliaSonera de ses activités en Norvège pour 5,1 milliards de couronnes suédoises soit 744 millions de dollars.
Fin 2018, fusion avec Com Hem, services Triple Play qui incluent la télévision par câble, Internet haut débit(fibre optique), téléphone.
En mai 2019, Tele2 annonce la vente de ses activités en Croatie à United Group pour 220 millions d'euros.

## Actionnaires
Liste des actionnaires au 30 octobre 2019.
| Kinnevik                          | 50,2% |
| Norges Bank Investment Management | 3,43% |
| Swedbank Robur Fonde              | 3,21% |
| Henderson Global Investors        | 2,43% |
| Franklin Mutual Advisers          | 2,39% |
| Nordea Investment Management      | 2,30% |
| The Vanguard Group                | 2,25% |
| FIL Investment Advisors           | 2,24% |
| BlackRock Investment Management   | 2,22% |
| BlackRock Fund Advisors           | 2,04% |